# Multipseudechiniscus raneyi
Genre
Espèce
Synonymes
- Pseudechiniscus raneyi Grigarick, Mihelčič & Schuster, 1964

Multipseudechiniscus raneyi, unique représentant du genre Multipseudechiniscus, est une espèce de tardigrades de la famille des Echiniscidae.

## Distribution
Cette espèce est endémique des États-Unis. Elle se rencontre en Californie, en Oregon et au Montana.

## Étymologie
Cette espèce est nommée en l'honneur de F. C. Raney.

## Publications originales
- Schulte & Miller, 2011 : Tardigrades of North America: the elevation of a new genus from California. Abstracts of the 143rd Annual Meeting of the Kansas Academy of Science, Baker University, Baldwin City, Kansas, April 8–9, 2011. Transactions of the Kansas Academy of Science, vol. 114, no 1/2, p. 117.
- Grigarick, Mihelčič & Schuster, 1964 : New Tardigrada from western North America. 1. Pseudechiniscus. Proceedings of the Biological Society of Washington, vol. 77, p. 5-8 (texte intégral).